# Vladimír Mikule
Vladimír Mikule (12. dubna 1937 – 9. prosince 2013) byl český právník, odborník na správní právo, vysokoškolský pedagog, bývalý československý politik za Občanské fórum, poslanec Sněmovny národů Federálního shromáždění po sametové revoluci.

## Biografie
Profesně je k roku 1990 uváděn jako právník ČSP, bytem Praha.
V prosinci 1989 zasedl v rámci procesu kooptací do Federálního shromáždění po sametové revoluci do české části Sněmovny národů (volební obvod č. 13 - Kolín, Středočeský kraj) jako bezpartijní poslanec, respektive poslanec za Občanské fórum. Za OF obhájil mandát ve volbách roku 1990. Státní bezpečnost ho evidovala jako agenta (krycí jméno ŠIMON). Poté, co tuto skutečnost zjistila komise pro vyšetřování 17. listopadu, rezignoval v dubnu 1991 na svůj poslanecký mandát. V červenci 1993 ale Obvodní soud pro Prahu 7 vynesl rozsudek, podle kterého pro komunistickou kontrarozvědku nepracoval.
Působil jako docent na Právnické fakultě UK v Praze. Náležel mezi odborníky na správní a ústavní právo, byl autorem řady vědeckých a odborných prací, včetně odborných posudků. Po jistou dobu též zastával funkci místopředsedy legislativní rady vlády.
Zemřel po dlouhé nemoci v prosinci 2013.